# Souleymane Mamam
Souleymane Mamam (sinh ngày 20 tháng 6 năm 1985) là cựu cầu thủ bóng đá chuyên nghiệp người Togo. Vị trí sở trường của anh là tiền vệ công hoặc chạy cánh.

## Sự nghiệp Câu lạc bộ
Sinh ta tại Lomé, Togo, Mamam đã chơi cho những câu lạc bộ địa phương ở Lomé trước khi gia nhập đội bóng của nước Anh Manchester United vào năm 2003. Tuy nhiên, quy định về giấy phép lao động không thể cho phép Mamam chơi bóng ở Vương quốc Anh và anh bị buộc đem cho mượn đến Royal Antwerp cho đến khi anh hội đủ điều kiện để có hộ chiếu Bỉ. Vào cuối mùa giải 2006–07, sau bốn mùa giải chơi bóng ở Antwerp dưới dạng cho mượn, Manchester United đã quyết định không gia hạn hợp đồng với anh.
Trở thành cầu thủ tự do, Mamam sau đó đã ký hợp đồng chính thức 1 năm với Royal Antwerp vào đầu mùa giải 2007–08. Anh đã thử việc tại Motherwell – đội bóng đã từ chối ký hợp đồng với Mamam để ký với một hậu vệ khác – và Birmingham City, nhưng một lần nữa anh lại thất bại trong việc đạt được một thỏa thuận do những vấn đề về giấy phép lao động. Anh cũng từng thử việc tại đội bóng Toronto FC thuộc Giải Bóng đá Nhà nghề Mỹ - MLS vào tháng 1 năm 2010 cho đến cuối mùa giải 2009-10, trước khi gia nhập câu lạc bộ thuộc giải hạng ba của Bỉ - K.R.C. Mechelen.
Mamam trở lại thử việc tại Manchester United vào tháng 8 năm 2011, và thi đấu một trận giao hữu cho đội dự bị của câu lạc bộ đối đầu với Morecambe vào ngày 1 tháng 8; anh đã bị thay ra ở phút thứ 53 bằng Jesse Lingard, người đã ghi bàn ấn định chiến thắng 2–0 cho đội bóng. Sau đó, anh đã ghi bàn chỉ sau 11 phút trong trận đấu tiếp theo của đội dự bị chạm trán với Llanelli tại Parc y Scarlets vào ngày 8 tháng 8, nhưng đã bị thay ra ở phút 58.

## Tranh cãi về tuổi
Theo thông tin từ FIFA thì Mamam sinh ngày 30 tháng 6 năm 1987. Tuy nhiên, nhiều trang web khác nhau, bao gồm cả trang web chính thức của câu lạc bộ Royal Antwerp cho rằng ngày 20 tháng 6 năm 1985 mới là ngày sinh của Mamam. Có nghĩa là trên thực tế, Mamam đã gần 16 tuổi khi chơi trận đầu tiên cho Togo và thậm chí lớn tuổi hơn Ben Falaniko, cầu thủ có trận đấu quốc tế đầu tiên ở tuổi 15, 217 ngày.